# Carl Kundmann
Carl Kundmann (15 de junio de 1838, Viena - 9 de junio de 1919, ibíd.) fue un escultor austriaco, conocido por sus trabajos de decoración en torno al proyecto del Ringstraße.

## Biografía y obra
Kundmann estudió en la Academia de Bellas Artes de Viena. Después de seis años, se trasladó a Dresde para estudiar con Ernst Julius Hähnel, quien tuvo una importante influencia en su estilo. Desde 1865 hasta 1867 vivió en Roma, donde trabajó en los diseños para un Monumento a Schubert para ser situado en el Stadtpark (Viena), que había sido comisionado por la Sociedad Coral Masculina de Viena y financiada por Nikolaus Dumba, un industrial mecenas de las artes. Dónde situar la estatua fue sujeto a mucho debate. El alcalde Andreas Zelinka quería colocarlo en una posición prominente, pero en 1868 prevaleció la opinión del Consejo Asesor Artístico eligiendo una localización más "íntima" entre árboles en el margen del césped. Los cimientos fueron tendidos ese mismo año y el monumento (con tres relieves por Theophil Hansen) fue desvelado en 1872. El trabajo resultó tal éxito que mereció a Kundmann una cátedra en la Academia, donde enseñó hasta su retiro en 1909. Christian Behrens es probablemente su estudiante más conocido.
En 1872, Kundmann entró en competición para crear partes del memorial a la Archiduquesa María Teresa, para ser situado entre el Museo de Historia Natural y el Museo de Historia del Arte, bajo la dirección de Kaspar von Zumbusch. Kundmann recibió comisiones para varias estatuas de ambos museos. También trabajó en memoriales a Franz Grillparzer y Wilhelm von Tegetthoff, así como esculturas para el Ayuntamiento de la ciudad, la nueva ala del Palacio de Hofburg y las arcadas de la Universidad de Viena. Su estudio estaba localizado en el N.º 3 de la Wiener Gürtel Straße.

Unas pocas semanas después de su muerte, una calle en el Landstraße fue renombrada como Kundmanngasse en su honor.

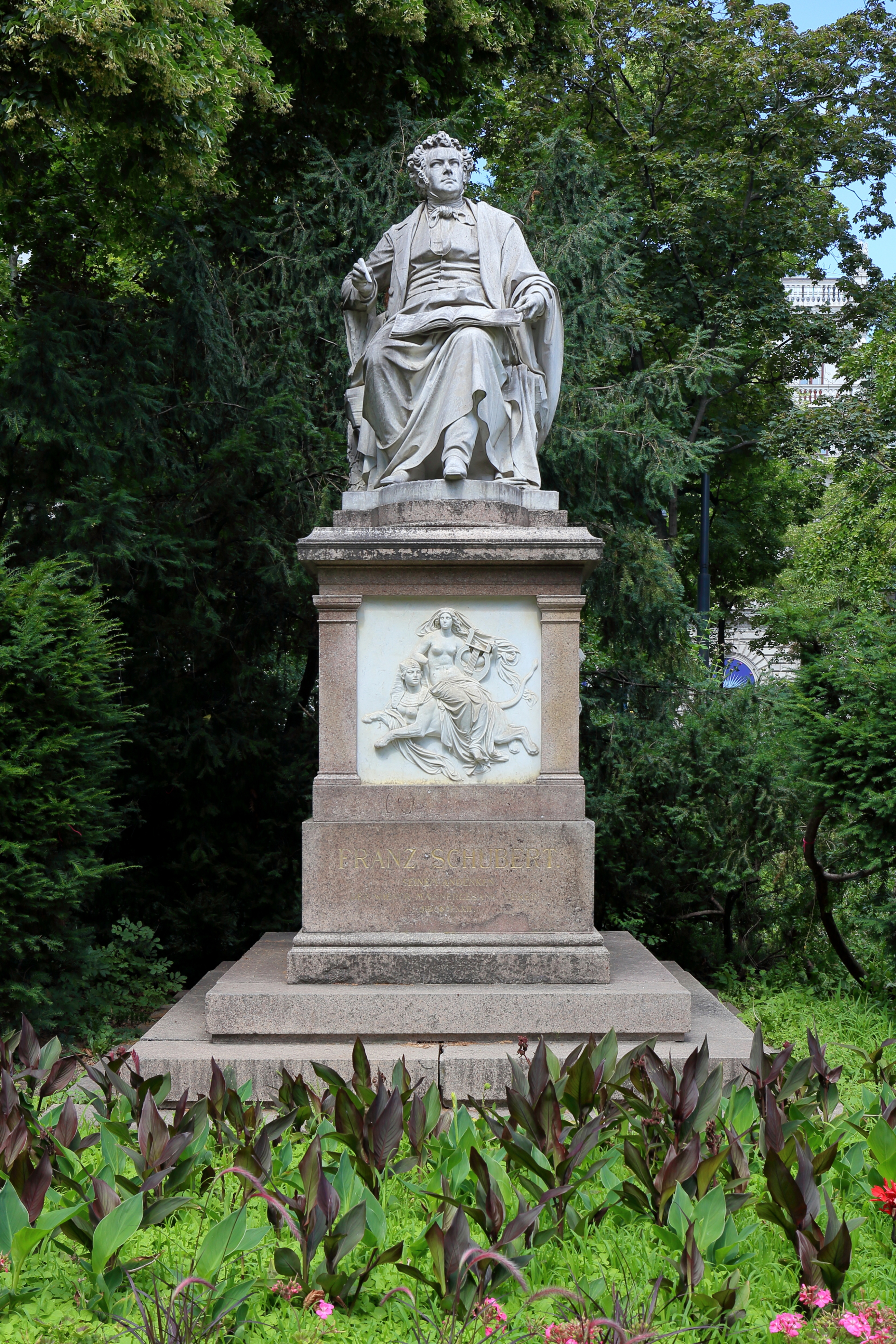
Monumento a Schubert.

## Principales obras
- 1867-1873: Estatuas de Rodolfo I de Alemania; Leopoldo I, Margrave de Austria; el Príncipe Eugenio de Saboya y Carlos Buenaventura de Longueval en el Feldherrenhalle del Museo de Historia Militar en el Arsenal.[1]
- 1877: Competición para el Monuemento Grillparzer en el Volksgarten: Kundmann fue comisionado para realizar las figuras principales y Rudolf Weyr realizó los paneles de relieve. El monumento fue inaugurado en 1889.
- 1886: Monumento Tegetthoff en el Praterstern (un barrio en el distrito Leopoldstadt).
- 1898-1902: Fuente de Atenea frente al Edificio del Parlamento austríaco.

## Galería

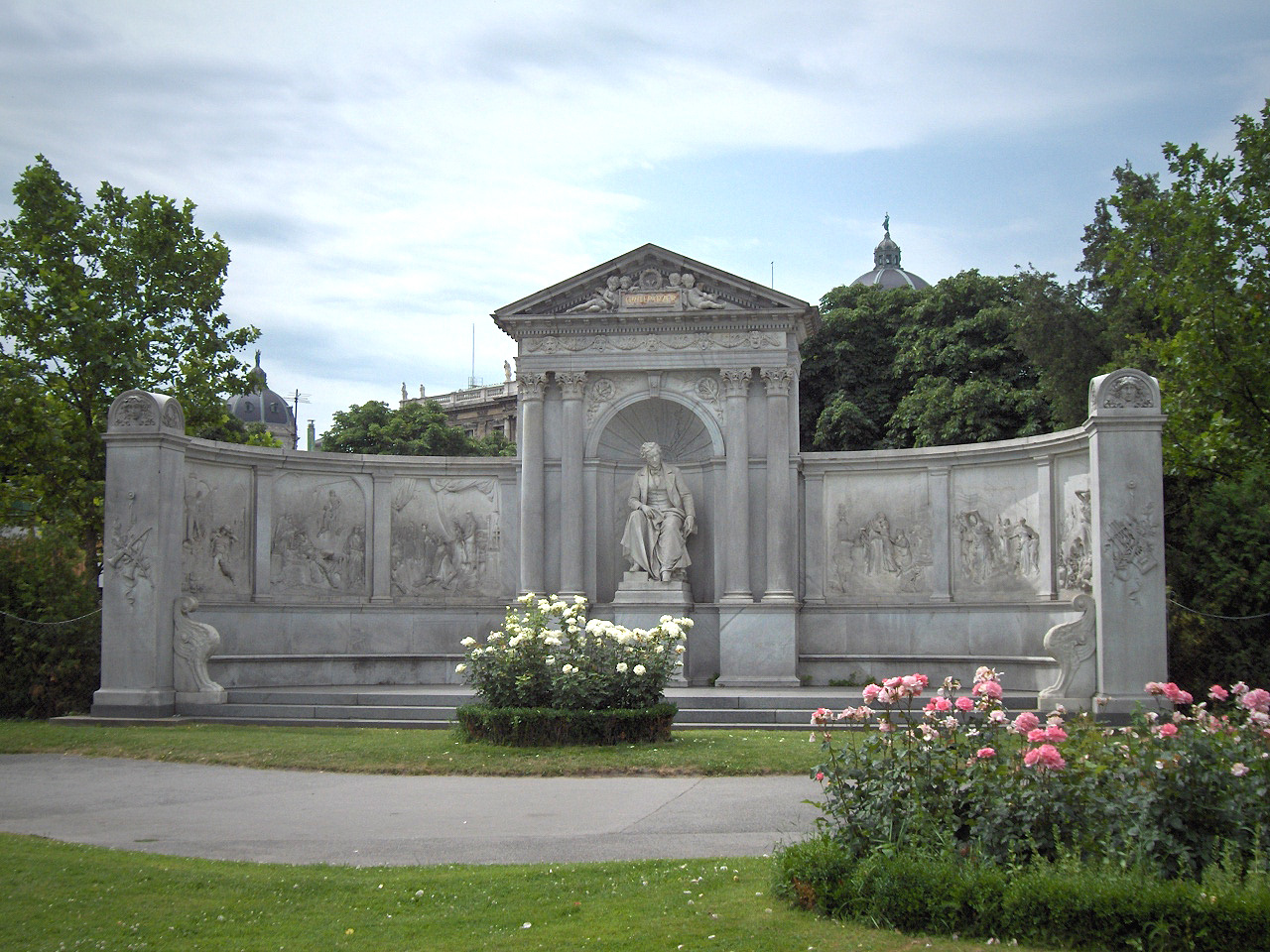
Grillparzer-Denkmal
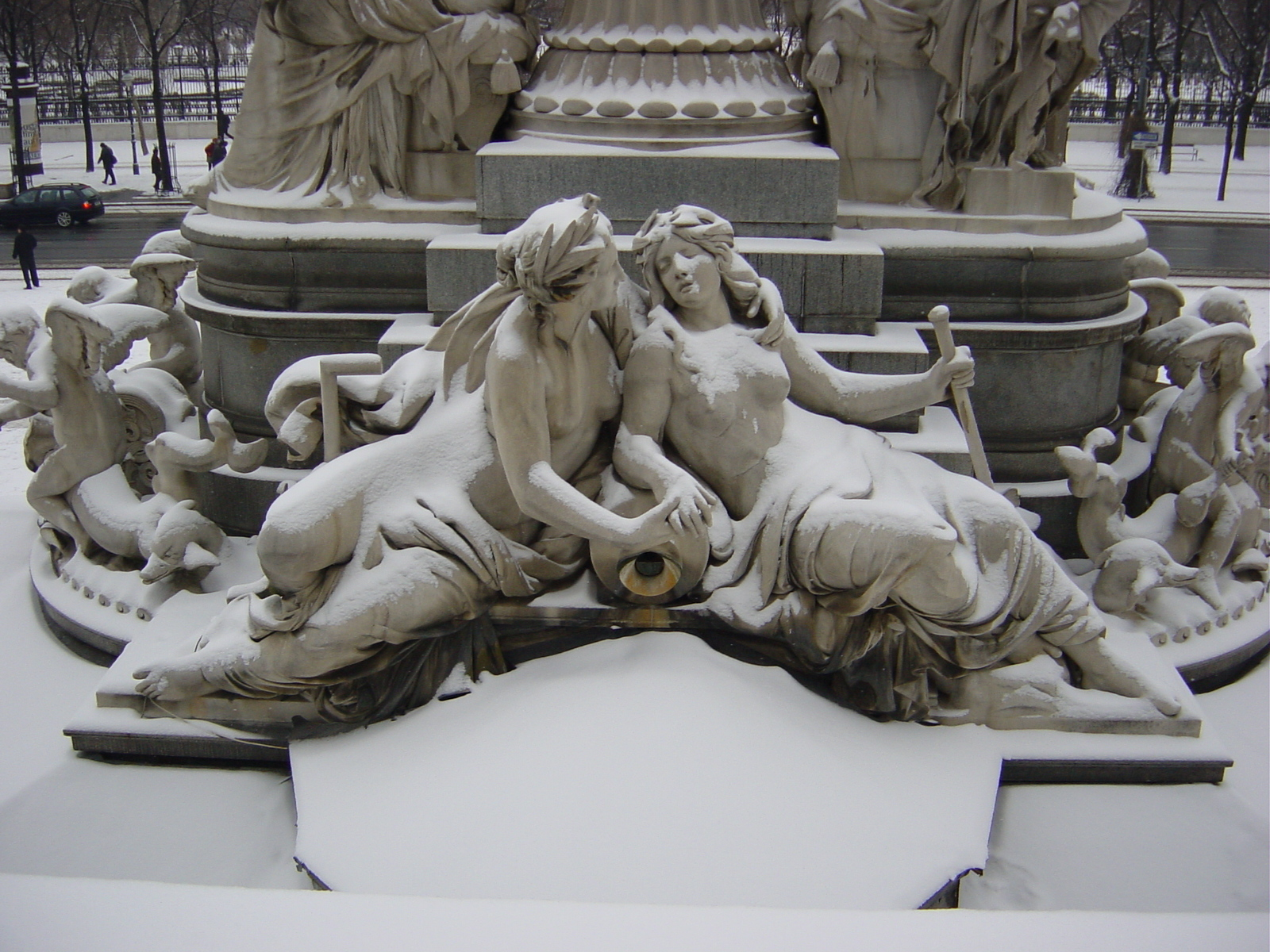
Fuente de Atenea, detalle
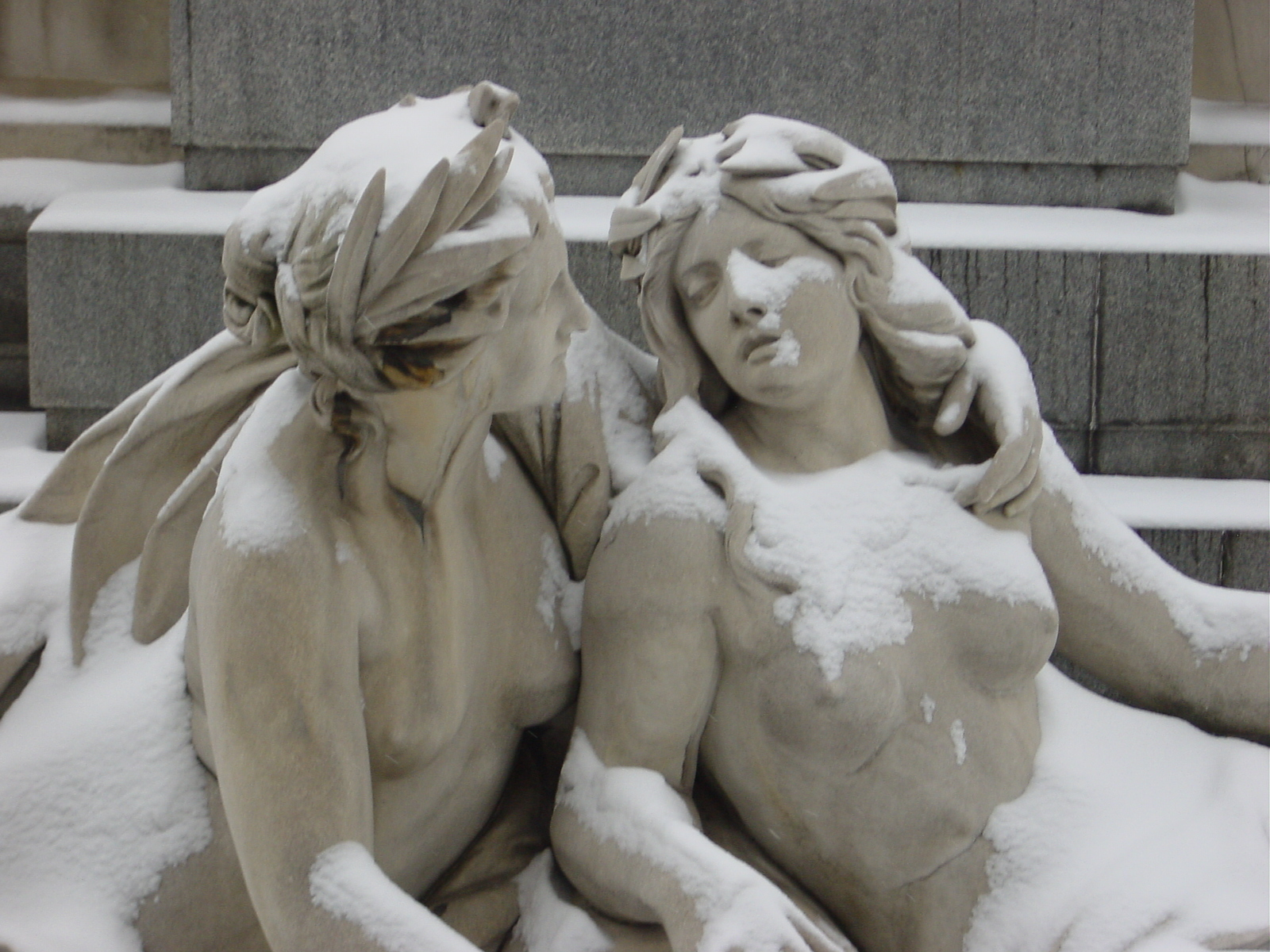
Fuente de Atenea, detalle
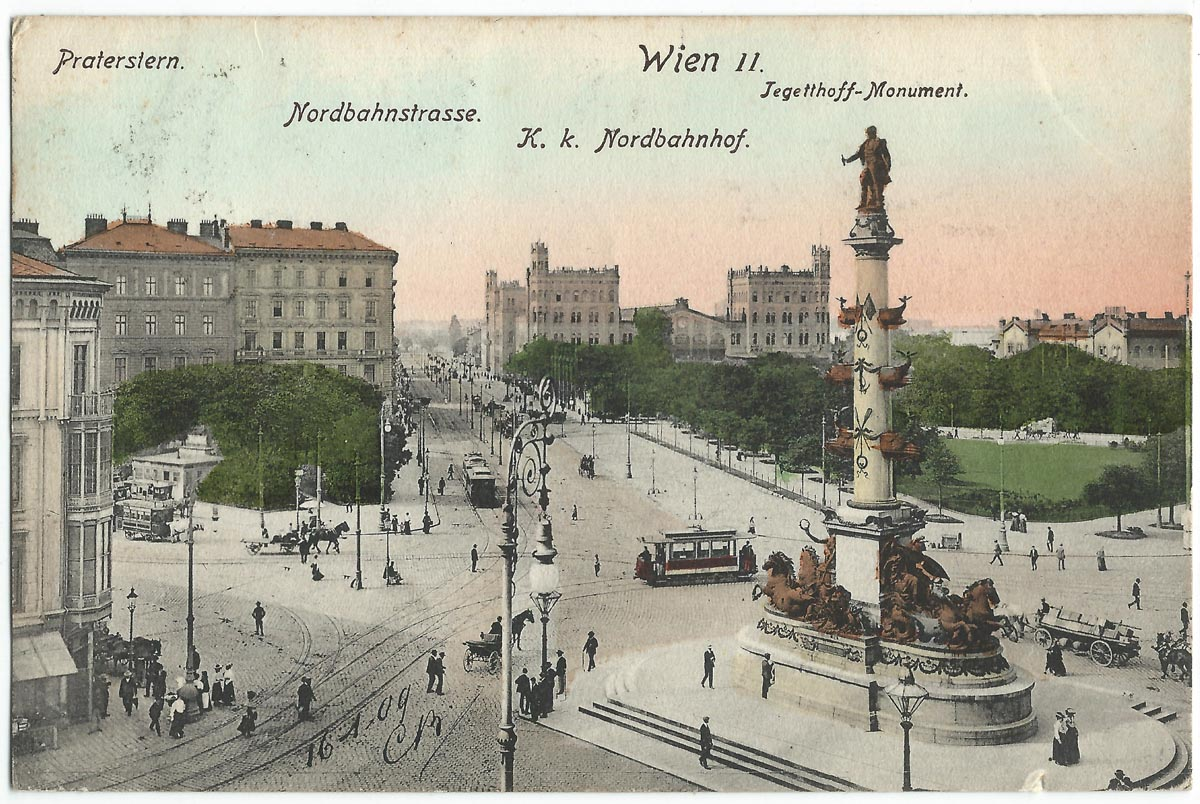
Tegetthoffdenkmal, Viena (postal de 1908)
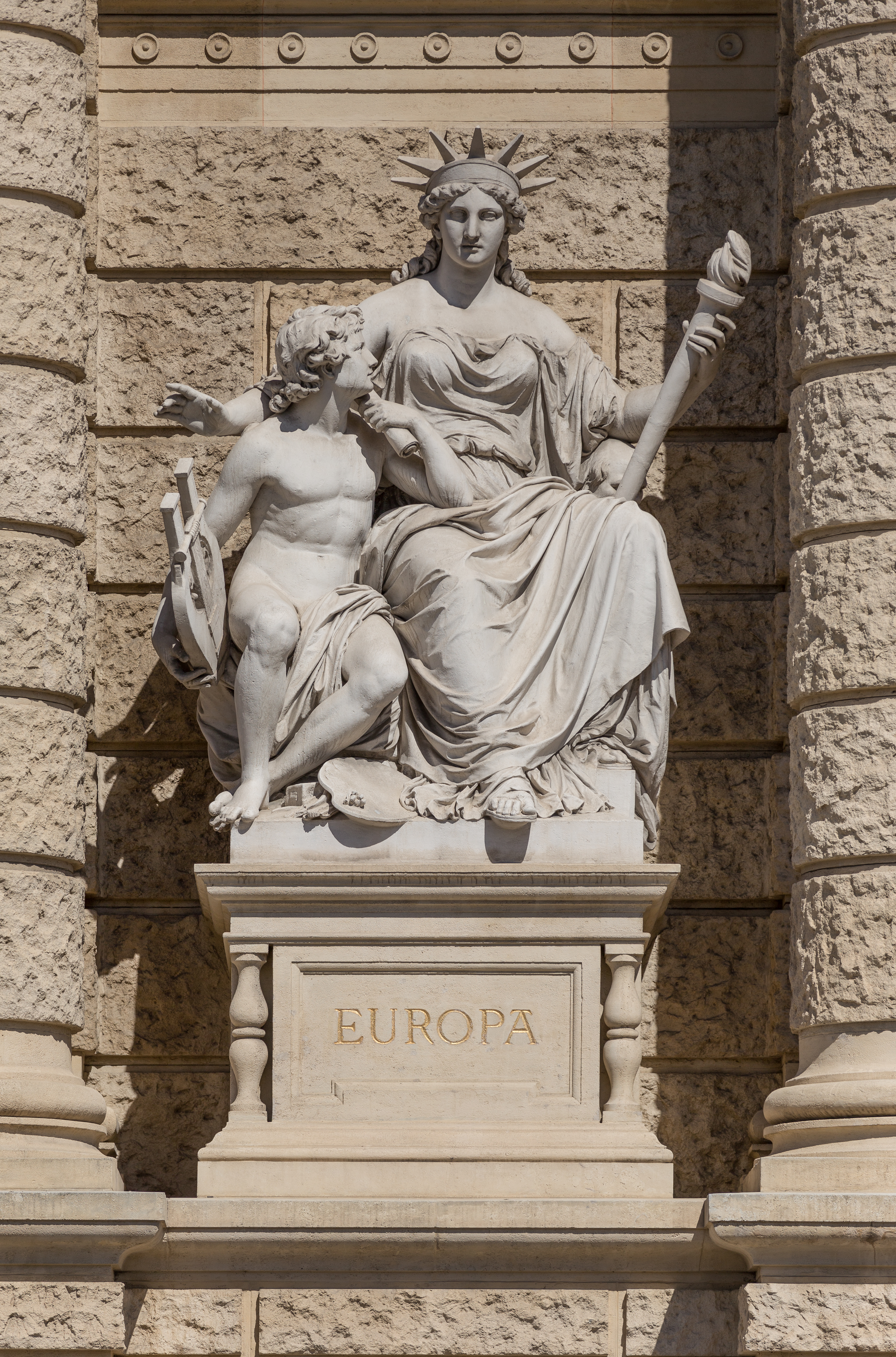
Europa, Museo de Historia Natural de Viena

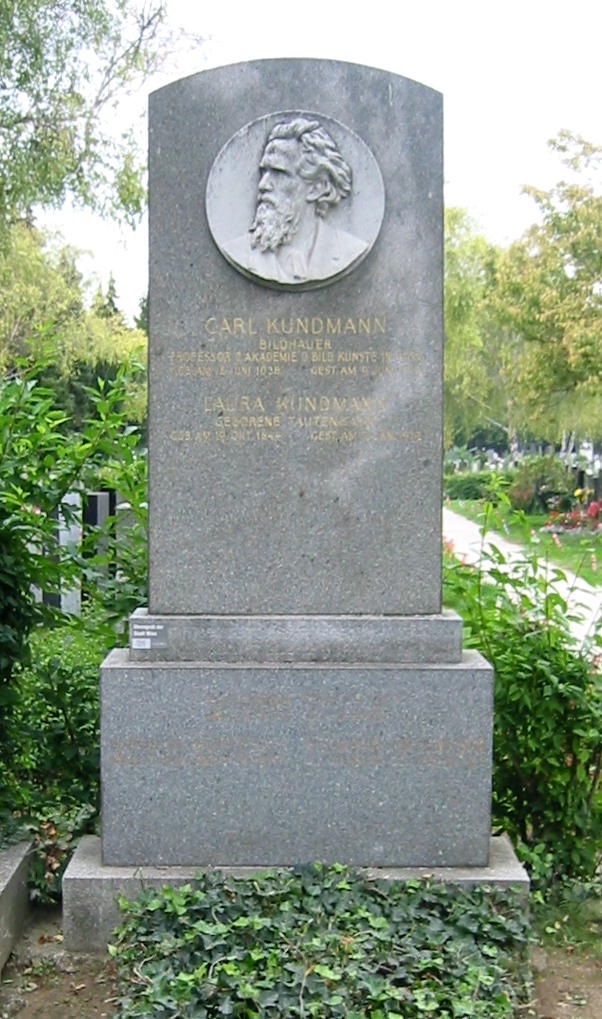
Cementerio Central de Viena, tumba de honor de Carl Kundmann. Relieve de Josef Valentin Kassin.